# Karel Jehlička
Karel Jehlička (15. listopadu 1908, Mannheim – 1988) byl český fotbalista, reprezentant Československa.

## Fotbalová kariéra
Za československou reprezentaci odehrál 28. října 1929 přátelské utkání s  Jugoslávií, které skončilo výhrou 4:3. Gól v  něm nevstřelil. V československé lize hrál za SK Libeň a AFK Bohemians.

## Ligová bilance
| Ročník                      | Zápasy | Góly | Klub          |
| --------------------------- | ------ | ---- | ------------- |
| Středočeská 1. liga 1925/26 | 17     | 7    | SK Libeň      |
| Středočeská 1. liga 1928/29 | -      | 1    | SK Libeň      |
| 1. asociační liga 1932/33   | -      | 10   | SK Libeň      |
| 1. asociační liga 1933/34   | 12     | 3    | AFK Bohemians |
| Státní liga 1934/35         | 12     | 0    | AFK Bohemians |
| Státní liga 1938/39         | 10     | 3    | SK Libeň      |
| CELKEM 1. liga              | -      | 24   |               |